# Tzaikerk
Tzaikerk is een compositie van de Armeens-Schotse componist Alan Hovhaness. Het is een tripelconcerto, de solisten zijn achtereenvolgens dwarsfluit, viool en paukenwerk; ze worden begeleid door een strijkorkest.
De fluitist, pauken en begeleiding spelen een dansachtige melodie, die langzaam het onderspit moet delven tegen een sombere melodielijn in de solovioolpartij. Beide stromingen schuiven langzaam naar elkaar toe, waarbij de melodie van de fluitist soberder wordt en die van de soloviolist wat vrolijker.
De eerste uitvoering vond plaats op 10 maart 1946 onder leiding van de componist zelf; plaats van handeling was Boston.

## Orkestratie
- solisten: dwarsfluit, viool en pauken
- percussie
- violen, altviolen, celli, contrabassen

## Discografie
- Uitgave Crystal Records: Crystal Kamerorkest (waarschijnlijk gelegenheidsorkest) o.l.v. Ernest Gold; met solisten; een opname van 1975 in Los Angeles
- Uitgave Dial: Manhattan Chamber Orchestra o.l.v. componist; opnamedatum onbekend
- Uitgave Telarc : I Fiamminghi o.l.v. Rudolph Werten met solisten; een opname uit 1994